# لياندرو سوسا (لاعب كرة قدم)
لياندرو سوسا (بالإسبانية: Leandro Sosa Otermin)‏ هو لاعب كرة قدم أوروغواياني في مركز الدفاع، ولد في 18 مارس 1991 في مونتفيدو في الأوروغواي. لعب مع نادي دانوبيو.

## وصلات خارجية
- لياندرو سوسا (لاعب كرة قدم) على موقع قاعدة بيانات كرة القدم.إي يو (الإنجليزية)
- لياندرو سوسا (لاعب كرة قدم) على موقع Soccerway.com (الإنجليزية)